# Łowcy.B
Łowcy.B (wym. łowcy kropka be) – polski kabaret. Powstał w listopadzie 2002 r. z inicjatywy studentów Wydziału Artystycznego Uniwersytetu Śląskiego w Cieszynie. Wielokrotnie nagradzany na najważniejszych festiwalach kabaretowych w kraju. Jego znakiem rozpoznawczym jest humor absurdalny i abstrakcyjny, muzyka na żywo oraz (do niedawna) charakterystyczne sweterki.

## Skład
Obecni członkowie
- Bartosz Góra (Góra)
- Sławomir Szczęch (Zlew)
- Maciej Szczęch (Maćkowy Potwór)

Byli członkowie
- Mariusz Kałamaga (Basen), w kabarecie w latach 2002–2014[1]
- Paweł Pindur (Pindur), w kabarecie w latach 2002–2014[2]
- Bartosz Gajda (Gajda), w kabarecie w latach 2002–2018

## Nagrody i wyróżnienia

### 2003
- XIX Przegląd Kabaretów PaKA, Kraków:
  - I Nagroda
  - Nagroda Publiczności
  - Nagroda za inteligencję (ufundowana przez rektora Uniwersytetu Jagiellońskiego prof. dr hab. Franciszka Ziejke)
  - Nagroda za stawianie czoła nietolerancji
  - Nagroda za najlepszy rekwizyt – walizka kabaretu Potem
  - Nagroda specjalna „Tajemnicze Szturchnięcie” – występ kabaretu został zapowiedziany przez Jerzego Stuhra i Macieja Stuhra
  - Nagroda specjalna – pozdrowienia od Michała Ogórka
  - Nagroda specjalna – wieczór w Kabarecie Moulin Rouge w Paryżu dla Mariusza Kałamagi za fantastyczność
  - Nagroda City Magazine
- IX Mazurskie Lato Kabaretowe Mulatka, Ełk:
  - Grand Prix
  - Nagroda Publiczności
  - Nagroda w Konkursie Piosenki Kabaretowej
- Grand Prix oraz Nagroda Publiczności na VI Ogólnopolskim Festiwalu Teatrów i Kabaretów Studenckich Wyjście z Cienia, Gdańsk
- Złoty Ferment na Festiwalu Kabaretowym Fermenty za wkład w rozwój polskiej sceny kabaretowej, Bielsko-Biała
- II Nagroda na XXIV Lidzbarskich Wieczorach Humoru i Satyry, Lidzbark Warmiński
- II Nagroda oraz tytuł wicemistrza Kabaretowej Ligi Dwójki, TVP2
- II Nagroda na XIX Ogólnopolskich Spotkaniach z Piosenką Kabaretową OSPA, Ostrołęka

### 2004
- Grand Prix, Nagroda Publiczności oraz II Nagroda Dziennikarzy na VI Ogólnopolskiej Giełdzie Kabaretowej PrzeWAŁka, Szczawno-Zdrój
- I Nagroda oraz tytuł DebeŚciaKa na III Dąbrowskiej Ściemie Kabaretowej DebeŚciaK, Dąbrowa Górnicza
- I Nagroda oraz Nagroda Publiczności na I Ogólnopolskim Festiwalu Piosenki Kabaretowej O.B.O.R.A., Poznań
- I Nagroda na I Śląskiej Olimpiadzie Kabaretowej, Katowice
- Nagroda Publiczności na IX Rybnickiej Jesieni Kabaretowej Ryjek, Rybnik
- Tytuł Świra w kategorii „Najbardziej absurdalny kabaret” w plebiscycie Świry, Katowice

### 2005
- I Nagroda oraz Nagroda Publiczności na XXI Ogólnopolskich Spotkaniach z Piosenką Kabaretową OSPA, Ostrołęka

### 2006
- I Nagroda na III Ogólnopolskim Festiwalu Piosenki Kabaretowej O.B.O.R.A., Poznań
- Wydarzenie Dnia oraz Statuetka Brązowego Ericha von Patisohna na II Festiwalu Kabaretu, Zielona Góra
- III Nagroda oraz tytuł ŚciaKa na V Dąbrowskiej Ściemie Kabaretowej DebeŚciaK, Dąbrowa Górnicza

### 2008
- Wydarzenie Festiwalu oraz Statuetka Srebrnego Ericha von Patisohna na IV Festiwalu Kabaretu, Zielona Góra

### 2009
- Tytuł Świra w kategorii „Najbardziej zakręcony kabaret” w plebiscycie Świry, Dąbrowa Górnicza

### 2010
- Statuetka Brązowego Ericha von Patisohna za brawurowe wykonanie piosenki We are the world na VI Festiwalu Kabaretu, Zielona Góra

### 2012
- II Nagroda oraz Nagroda Tajnego Jurora (Rafał Kmita) na XVII Rybnickiej Jesieni Kabaretowej Ryjek, Rybnik

### 2015
- III Nagroda na XVI Rybnickiej Jesieni Kabaretowej Ryjek, Rybnik

### 2016
- II Nagroda na XXXII Ogólnopolskich Spotkaniach z Piosenką Kabaretową OSPA, Ostrołęka
- III Nagroda oraz Nagroda Tajnego Jurora (Marcin Wójcik) na XVII Rybnickiej Jesieni Kabaretowej Ryjek, Rybnik

## Płyty DVD
- 2008 – Łowcy.B
- 2009 – Upiory w Operze
- 2014 – Czecia
- 2017 – Łowcy.B